# Drillia knudseni
Drillia knudseni é uma espécie de gastrópode do gênero Drillia, pertencente a família Drilliidae.